# Chrysso fanjingshan
Chrysso fanjingshan is een spinnensoort in de taxonomische indeling van de kogelspinnen (Theridiidae).
Het dier behoort tot het geslacht Chrysso. De wetenschappelijke naam van de soort werd voor het eerst geldig gepubliceerd in 2006 door Da-xiang Song, Zhang & Zhu.